# Entoconcha mirabilis
Entoconcha mirabilis är en snäckart som beskrevs av J. Muller 1852. Entoconcha mirabilis ingår i släktet Entoconcha och familjen Eulimidae. Inga underarter finns listade i Catalogue of Life.